# Червона українська галицька армія
Червона Українська Галицька армія (ЧУГА) — офіційна назва Української Галицької Армії (УГА) після її об'єднання з Червоною армією у лютому 1920 року на підставі договору Ревкому Начальної Команди УГА з Реввійськрадою 12 радянської армії про злиття УГА з Червоною армією, укладеного 12 лютого 1920 року.

## Причини злиття з Червоною армією
Станом на лютий 1920 року УГА, що нараховувала приблизно 5 000 здорових старшин і бійців, стояла на території східного Поділля й північно-західної Херсонщини (трикутник: Чечельник — Бершадь — Тираспіль); понад 15 000 старшин і вояків, хворих на тиф та на інші хвороби, залишилося в шпиталях Вінниці й околиць, які вже були зайняті Червоною армією. Через жахливі епідемії тифу й інших хвороб, у жовтні—листопаді 1919 року, УГА цілковито втратила свою боєздатність, навіть здатність пересування. У таких умовах для УГА не було іншого виходу, як приєднатися до Червоної армії, що тоді розгромила на Правобережжі Добровольчу армію генерала Денікіна і наближалася щораз більше до місця розташування галицьких бригад.

## Зміна командування
Захопивши УГА в свої руки, більшовики почали негайно її реорганізовувати; головою ревкому стає Франц Кондрацький. Для цього ЦК КП(б)У призначив українського комуніста Володимира Затонського. 7 лютого начальний ревком УГА видав наказ, відповідно до якого галицькі частини, дислоковані на схід від Дністра, утворювали ЧУГА. Найвищою владою в армії проголошувався начальний ревком, який розпочав переговори з представниками червоних підрозділів Йони Якіра, що прибули до штабу І-го і II-го галицьких корпусів. У відповідь на це НК УГА звільнила полковника А. Шаманека з посади командувача 1-м корпусом УГА і ще раз підтвердила команду перейти на територію Румунії. Сформувалося два командування УГА з протилежними програмами. 8 лютого полковник А. Шаманек скасував наказ генерала Густава Ціріца та зобов'язав усі галицькі частини залишатися на місцях, оберігати військове майно, транспорт і надалі утримувати залізниці; генерали О. Микитка і Г. Ціріц були заарештовані.
10 лютого заарештовано останнього начального коменданта УГА генерала Осипа Микитку й начальника штабу генерала Ґустава Ціріца, яких вивезено до Москви, де їх у липні 1920 року розстріляно. Того ж дня ревком призначив тимчасовим начальним вождем ЧУГА підполковника А. Вітошинського, а політкомісаром Д. Барчука, галицьке військо отримало наказ почепити на шапках поряд з українськими відзнаками червоні стрічки.
19-21 лютого спільно з частинами 45-ї червоної дивізії корпус генерала А. Кравса брав участь у боях проти денікінської групи генерала Бредова, що пробивалася до Могилева-Подільського. В цих боях особливо відзначилися курені Львівської бригади підполковника А. Бізанца.
26 (27) лютого в Балту (з Вінниці) до Начальної Команди ЧУГА для реорганізації прибула делегація від XII Червоної армії; ревком ЧУГА було розпущено, всі справи передано наркомату КП(б) Східної Галичини і Буковини, який розгорнув широку пропагандистську кампанію. 
1 березня при Польовому Штабі ЧУГА утворено Ревтрибунал на чолі з комісаром Пучком, а згодом кубанцем Кириченком. 
Задля закріплення процесу більшовизації ЧУГА запроваджувалися комісарські посади та курси командирів у Києві. 
В першій декаді березня у Бершаді на основі II корпусу УГА генерала Тарнавського сформована 1-а бригада Червоних українських січових стрільців (ЧУСС) під рукою полковника А. Шаманека; з 22 березня — Б. Білинкевича, начальника штабу Бізанца та політкомісара Я. Струхманчука. Бригада нараховувала 4500 стрільців і до 200 старшин, півтори тисячі коней та 100 кулеметів. Вона увійшла до складу 44-ї стрілецької дивізії І. Дубового; при її політвідділі утворено галицьку секцію під проводом Н. Гірняка. Тоді ж пройшло формування 3-ї галицької бригади із частин III корпусу; очолив її генерал А. Кравс, з 24 березня комбригом став О. Станімір, начальник штабу В. Льобковіц, політкомісар — М. Балицький, згодом Ф. Замора. Бригада нараховувала 3500 стрільців і старшин, півтори тисячі, діяла у складі 58-ї стрілецької дивізії під командуванням П. Княгницького. На початку березня Польовий штаб ЧУГА, «за погодженням» з командуванням Південно-Західного фронту — командувачем О. Єгоров, членами Реввійськради Р. Берзіним та Й. Сталіним, рядом наказів й розпоряджень провів реорганізацію і скорочення армії, запровадив виборність командирів, скасував відзнаку вояків УГА — тризуб, замінивши його червоною зіркою. Замість синьо-жовтих прапорів впроваджені червоні, змінено традиційний український гімн «Ще не вмерла Україна» на «Інтернаціонал», введено посаду політкомісара.
23 березня II бригада ЧУГА з боями проти білогвардійських сил вийшла у район Бірзула (сучасний Подільськ) — Жмеринка. 24 березня 3-я бригада ЧУГА отримує наказ перейти в розпорядження 58-ї дивізії Червоної армії в район Житомира на фронт.
27 березня до осідку Начальної Команди УГА у Балті приїхав з групою співробітників В. Затонський і провів реорганізацію Начальної Команди. Її було скасовано, а натомість створено Польовий Штаб ЧУГА з осідком у м. Балті, на чолі з галицьким комуністом і колишнім австро-угорським полоненим Василем Порайком. 
До політичного відділу призначено іншого комуніста М. Михайлика, а для ведення штабних справ — старшин П. Солодуба й колишнього царського полковника, генерала армії УНР М. Іванова. 
Особливий відділ очолював молодий галицький комуніст В. Сірко. Утворено Збірну станицю старшин у Балті, до якої мали відійти всі старшини УГА, що в новій реорганізації не здобули військових призначень, а також усі польові духовники УГА. Корпуси УГА реорганізовано на бригади.

## Склад ЧУГА після реорганізації
У березні, після переформування, у харчовому стані ЧУГА було 1 485 старшин і 16 688 вояків, у тому числі у бойовому стані — 663 старшин і 3 820 багнетів, 558 шабель, 66 гармат і 27 кулеметів. До цього стану не враховано стан збірних станиць ЧУГА, що існували у Києві, Одесі, Балті й Вінниці.
Після сформування бригад ЧУГА їх розподілено до різних дивізій 12-ї і 14-ї радянських армій, чим роз'єднано цілісність ЧУГА. 1-шу бригаду приписано до 44-ї Таращанської стрілецької дивізії, 2-гу — до 45-ї стрілецької дивізії 12-ї радянської армії, 3-тю — до 41-ї стрілецької дивізії 14-ї армії. Командантами бригад були призначені: 1 — підполколвник Альфред Бізанц (начальник штабу полковник Альфред Шаманек), 2 — сотник Юліан Головінський (начальник штабу отаман Фердинанд Льорнер), 3 — сотник Осип Станимір (начальник штабу отаман Вільгельм Льобковіц).
У реорганізаційній роботі в ЧУГА В. Затонський головну увагу приділяв пропаганді класової боротьби та поборюванню українських національних почуттів. Однак всі його заклики до погрому старшин, як буржуїв і контрреволюціонерів, не мали найменшого успіху (за весь час існування ЧУГА не було жодного випадку виступу вояків проти своїх старшин), а заборона політичних комісарів в ЧУГА співати гімн, уживати національний прапор, герб і військові відзнаки, пропаганда комісарів проти старшин і польових священиків викликали серед вояцтва опір проти червоних союзників. Протибільшовицькі настрої в ЧУГА були ґрунтом, на якому виник розрив ЧУГА з Червоною армією.

## Розрив із Червоною армією
Першим покинув ЧУГА вже 6 квітня 3-й кінний полк ЧУГА (командант отаман Едмунд Шепарович) із Запасним куренем (сотник І. Козак), далі Технічний курінь у Балті (командант — поручник Корнило Кізюк) в ніч на 24 квітня, 2-а і 3-я бригади ЧУГА на фронті. Кіннота отамана Шепаровича й технічний курінь Кізюка у Балті мали змогу перейти до дійової Армії УНР, натомість 2-га і 3-тя бригади ЧУГА опинилися в оточенні польського війська і потрапили у полон. 28 квітня  в Козятин Бердичівського повіту вступили польські війська, була обеззброєна та інтернована бригада ЧУГА. 
Тільки 1-ша бригада ЧУГА далі боролася у складі 44-ї Таращанської дивізії проти польської армії, але разом з нею була розбита під Махнівкою і в більшій частині потрапила також у польський полон. Поляки звільнили стрільців та водночас старшин з багатьма підстаршин направили до табору у Тухолі на Балтійському Помор'ї. Виступ 2-ї і З-ї бригад ЧУГА на фронті мав трагічні наслідки для численних старшин і вояків УГА в запіллі. Їх заарештовано й чимало з них загинуло у підвалах ЧК або в таборі полонених старшин УГА в Кожухові біля Москви.
З огляду на оголення фронту 31 липня 1920 року Затонський надсилає Сталіну і С. Косіору телеграму-прохання прискорити відправку до XIV армії галичан — з Казані, Омська, Москви, Омська, Туркестану й Сибіру, та до того 44-у стрілецьку дивізію — в ній воював галицький полк. 
У вересні 1920 року колишні частини ЧУГА на чолі з генералом А. Кравсом через Карпати пробилися до Чехословаччини, де були роззброєні і інтерновані у таборі м. Ліберця.

## Відомі військовики ЧУГА
- Іван Порайко
- Юліан Гоїв
- Юліан Головінський